# Варакинський
Варакинський (рос. Варакинский) — селище в Шар'їнському районі Костромської області Російської Федерації.
Населення становить 372 особи. Входить до складу муніципального утворення Шекшемське сільське поселення.

## Історія
Від 2007 року входить до складу муніципального утворення Шекшемське сільське поселення.

## Населення
| 2008 | 2010 | 2014 |
| ---- | ---- | ---- |
| 401  | ↘368 | ↗372 |